# 聖瑪麗亞德馬爾區

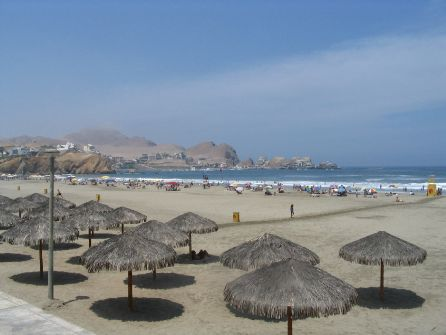

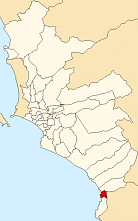

12°25′S 76°47′W / 12.417°S 76.783°W
聖瑪麗亞德馬爾區（西班牙語：Distrito de Santa María del Mar），是秘魯的一個區，位於該國西部利馬大區的利馬省，始建於1962年1月16日，面積9.81平方公里，2002年人口264，人口密度每平方公里27人。